# NGC 1020
NGC 1020 este o galaxie lenticulară situată în constelația Balena. A fost descoperită în 15 ianuarie 1865 de către Albert Marth. Se află la o distanță de 95,59 de megaparseci de Pământ.